# 馬哈坎河
馬哈坎河是印尼的河流，河道全長980公里，從發源地加里曼丹島的高地，流進望加錫海峽，是東加里曼丹省最長河流，流域面積約77,100平方公里，而東加里曼丹省首府沙馬林達位於離河口48公里處。

0°35′S 117°17′E / 0.583°S 117.283°E